# Zhang Ye
Zhang Ye (chino tradicional: 張也, chino simplificado: 张也, pinyin: Zhāng Yĕ) (28 de mayo de 1968 (56 años) es una soprano china.

## Biografía
Zhang Ye entró a los 14 años en la Escuela de Arte de la provincia china de Hunan, donde estudió ópera tradicional china, y en 1991 se licenció en Música Vocal por el Instituto de Música de China, centro en el que recibió clases del célebre profesor Jin Tielin. Más tarde, en 1995, Zhang Ye finalizó un máster en Música Vocal, y en la actualidad ejerce de profesora en el departamento de Música Vocal del Instituto de Música de China.
Zhang Ye está especializada en música de las minorías étnicas de China. Ha sido la encargada de producir la ópera «Tang Bohu yu Shen Jiuniang» (en la que también interpretó al personaje de Shen Jiuniang), ha interpretado al personaje de Han Ying en la ópera «Honghu chiweidui», y además ha puesto la voz a los temas principales de un gran número de películas y series de televisión.
Esta cantante ha recibido premios en numerosas competiciones de canto de diferentes estilos. El año 1988 quedó tercera en un gran concurso para jóvenes artistas de toda China que fue retransmitido por televisión, y cosechó el primer premio en un concurso para los mejores cantantes invitados de todo el país. El año 1995 consiguió un disco de oro, y gracias a su canción «Duo qing dong jiang sui» se alzó con el segundo premio en la cuarta edición del certamen televisivo de la cadena MTV China. En la 5.ª edición de la gran competición musical organizada por el canal chino CCTV, su tema «Zoujin xin shidai» le permitió obtener el primer premio y un galardón a la mejor interpretación.
Entre las obras más representativas de esta artista se encuentran «Zoujin xin shidai», «Zuguo ni hao», «Wan shi ru yi», «Qiu ge», «Renjian tian dang», «Huan ju yi dang», «Ji yang song» o «Jin sangzi», entre otras.